# Amphichthys rubigenis
Amphichthys rubigenis is een  straalvinnige vissensoort uit de familie van kikvorsvissen (Batrachoididae). De wetenschappelijke naam van de soort is voor het eerst geldig gepubliceerd in 1839 door Swainson.